# Medinilla stenobotrys
Medinilla stenobotrys är en tvåhjärtbladig växtart som beskrevs av Elmer Drew Merrill. Medinilla stenobotrys ingår i släktet Medinilla och familjen Melastomataceae. Inga underarter finns listade i Catalogue of Life.